# Andokides (Admiral)
Andokides, Sohn des Leogoras, war ein zur Zeit des Perikles (* um 490 v. Chr.; † vor 429 v. Chr.) wirkender Politiker und Admiral der Stadt Athen.
Er stammte aus der alten, zu den Eupatriden gehörenden Familie der Kerykes, die ihren Stammbaum, wie Plutarch berichtet, bis zu Odysseus zurückführte und ihren Ursprung von dem Gott Hermes ableitete. 
Andokides war der Vater eines Leogoras benannten Sohnes und der Großvater des berühmten griechischen Redners Andokides, der 415 v. Chr. in den sogenannten Hermenfrevel verwickelt wurde und in der Folge der Ereignisse ins Exil gehen musste. Der oben erwähnte Sohn Leogoras war ebenfalls von dieser Affäre bedroht und hätte – wie viele andere Athener – fast sein Leben darin verloren. 
Als Adliger schloss sich Andokides der oligarchischen Partei in Athen an. Nach Angaben seines Enkels, des Redners Andokides, in seiner Rede Über den Frieden mit den Lakedämoniern war Andokides d. Ä. gemeinsam mit neun weiteren Politikern (darunter Kallias und Chares) Mitglied einer athenischen Delegation, die im 3. Jahr der 83. Olympiade (445 v. Chr.) einen 30-jährigen Frieden mit den Spartanern aushandelte.
Durch den Einfluss seiner Partei erhielt Andokides, wie der griechische Geschichtsschreiber Thukydides erwähnt, 433 v. Chr. gemeinsam mit Glaukon, dem Sohn des Leagros, den Befehl über eine Flotte von zwanzig athenischen Segelschiffen, die dazu bestimmt war, den Einwohnern der Insel Kerkyra zu Hilfe zu kommen, die von den Korinthern zur See angegriffen und in der Seeschlacht bei Sybota geschlagen worden waren. Die Stadt Athen unterhielt zu dieser Zeit ein Defensivbündnis mit Korinth und war zugleich Verbündete der Insel Kerkyra. Das Ziel der Entsendung der Flotte war es, den Kerkyranern den Rücken zu stärken, aber einen Bruch des Bündnisses mit Korinth nach Möglichkeit zu vermeiden. Dies gelang den beiden Admirälen mit ihrer Seemacht auch, indem ihre Anwesenheit die Lage um Kerkyra wieder stabilisierte. Da die siegreichen Korinther es nicht wagten, nach den Verlusten in der Seeschlacht bei Sybota einen Kampf mit den frischen Verstärkungskräften aus Athen aufzunehmen, wurden sie durch deren bloße Anwesenheit zum Rückzug gezwungen, ohne die politische Ernte ihres Seesieges einfahren zu können. Sie segelten wieder ab, ohne dass es zu einer kriegerischen Auseinandersetzung zwischen athenischen und korinthischen Streitkräften kam.
Da die sogenannte Rede Gegen Alkibiades, die früher dem Enkel des Andokides, dem gleichnamigen Redner, zugeschrieben wurde, mit guten Gründen dem athenischen Politiker Phaiax (oder einem Schreiber, der im Namen des Phaiax schreibt) zugeordnet werden muss, können die in dieser Rede gemachten Angaben über Gesandtschaften nach Thessalien, Makedonien, Molossien, Thesprotien, Italien und Sizilien weder den Admiral Andokides noch seinen Enkel, den Redner Andokides, meinen, sondern müssen sich auf den damaligen Politiker Phaiax, einen Konkurrenten des Alkibiades, beziehen. 
Man muss annehmen, dass Andokides d. Ä. schon einige Jahre vor 415 v. Chr. (möglicherweise bereits um 430 v. Chr. als sein Enkel noch ein Knabe war) gestorben ist, da der Redner Andokides ihn anlässlich seiner Darstellung der Vorgänge um den sogenannten Hermenfrevel nicht mehr erwähnt, was unweigerlich der Fall hätte sein müssen, wenn er noch gelebt hätte oder kurz vor jenen Ereignissen noch politisch aktiv gewesen wäre.